# Eenstijlige meidoorn
Eenstijlige meidoorn (Crataegus monogyna) is een soort uit het geslacht meidoorn (Crataegus). De soort staat bekend als hegplant. Eenstijlige meidoorn wordt veel gekweekt.

## Determinatie
Eenstijlige meidoorn groeit meestal als struik, maar soms ook als kleine boom. Ze kan een hoogte bereiken van 10 m. Eenstijlige meidoorn vertakt bij de grond: ze heeft een lage kroon. Vaak zijn er kruisende takken. De schors is aanvankelijk glad en bruin. Later wordt deze donkerder en is gebarsten tot ribbels. De twijgen zijn donkerrood of bruin. Ze hebben scherpe, 1,0–2,5 cm lange doorns. De knoppen zijn zeer klein, roodachtig zwart en schubbig. 
De bladeren hebben drie tot zeven lobben en grof dubbelgetande randen. De bladsteel is circa 3,5 cm lang. Het blad is glanzend donkergroen van boven en donkerroze van onder. Aan de voet en in de oksels van de nerven zitten witte haartjes.
De bloemen zijn 0,8–1,5 cm breed. De komvormige kroonblaadjes overlappen elkaar gedeeltelijk. Er zijn meeldraden met paarse helmknoppen. Er is maar één stijl, vandaar de naam.
De plant heeft circa 1 cm grote appelachtige vruchten met één pit. Ze zijn eivormig. Rijpend verkleuren ze van groen tot donkerrood.

## Syntaxonomie
In de syntaxonomie staat eenstijlige meidoorn te boek als kensoort voor de klasse van doornstruwelen (Rhamno-Prunetea).

## Verspreiding
Het verspreidingsgebied van eenstijlige meidoorn strekt zich uit over bijna heel Europa, waar ze bijna overal zeer algemeen is; ook in Siberië komt ze voor. In Noord-Amerika is de soort ingeburgerd.

## Gebruik
Eenstijlige meidoorn wordt gekweekt door boomkwekers in Nederland en wordt vermeerderd door te zaaien. De zaden worden in pluggen gezaaid en later uitgeplant in de volle grond. Deze zaden worden later spillen genoemd. De spillen of bomen worden pas verkocht als deze planten een maat van 6 cm omtrek hebben bereikt op ongeveer 1 meter hoog. De spillen worden later verplant en opgekweekt tot bomen. De boom wordt vrijgezet van dubbele toppen en meerdere keren gesnoeid om zijn zware zijtakken. 
Eenstijlige meidoorn vormt behoorlijk hard hout. Het zware hout van de meidoorn wordt gebruikt voor handvatten van gereedschappen en voor kleine voorwerpen.

## Inhoudsstoffen
- Flavonoïden
- Aromatische aminen
- Triterpeenzuren
- Fenolzuren

## Eigenschappen
Er bestaat een verschil tussen de inwendige toepassing en uitwendige toepassing van het gebruik van deze soort plant. Vraag een arts of therapeut hiernaar.
- Ondersteunt de hartfunctie
- Verwijdt de kransslagaders
- Krampwerend
- Kan de bloeddruk verlagen of verhogen[1]
- Kalmerend op het zenuwstelsel

## Geschiedenis
Crataegus werd door Dioscorides beschreven en is afgeleid van het Griekse kratos wat staat voor kracht en sterkte en sloeg op de uitgesproken hardheid van het hout. Kolonisten brachten de meidoorn als sierplant en heggenplant over naar Amerika. 

## Fotogalerij

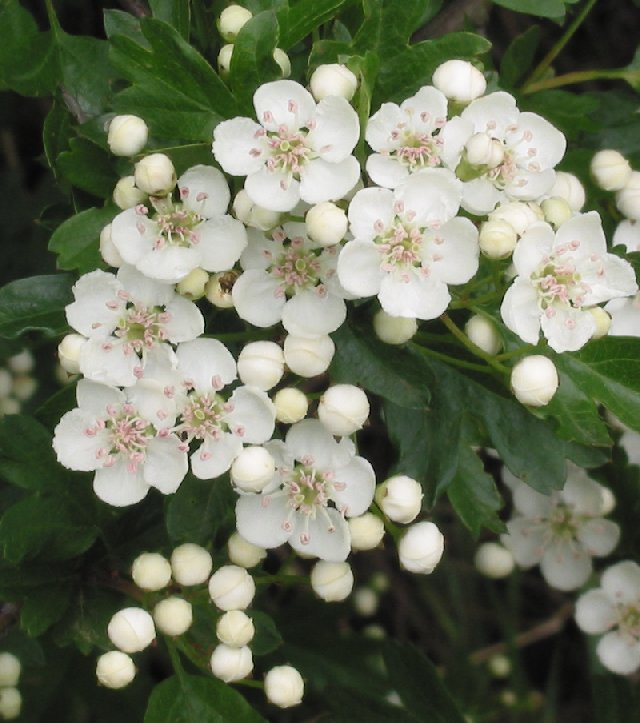
Bloesem
Bloemen
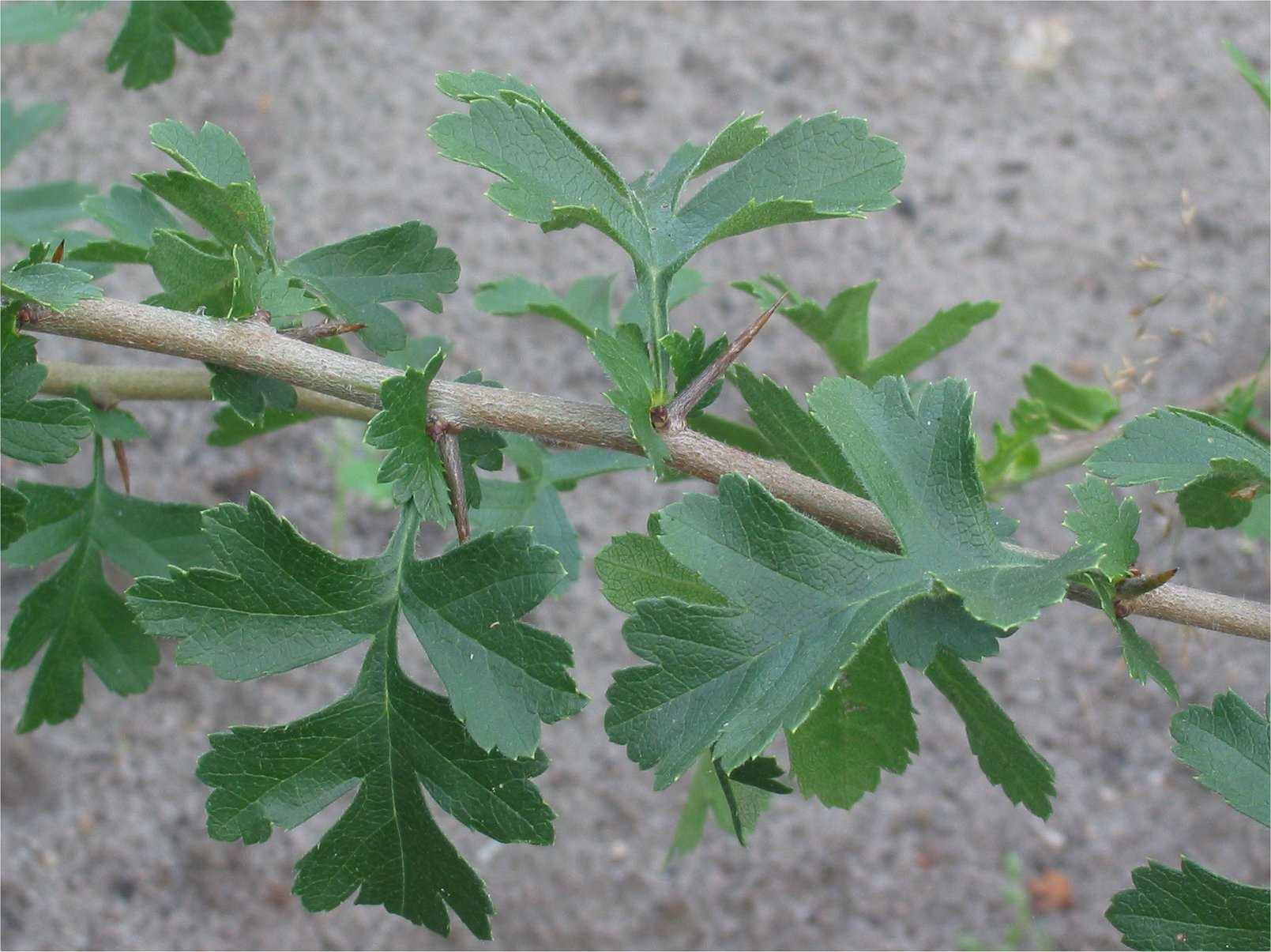
Tak met takdoorns met bladeren
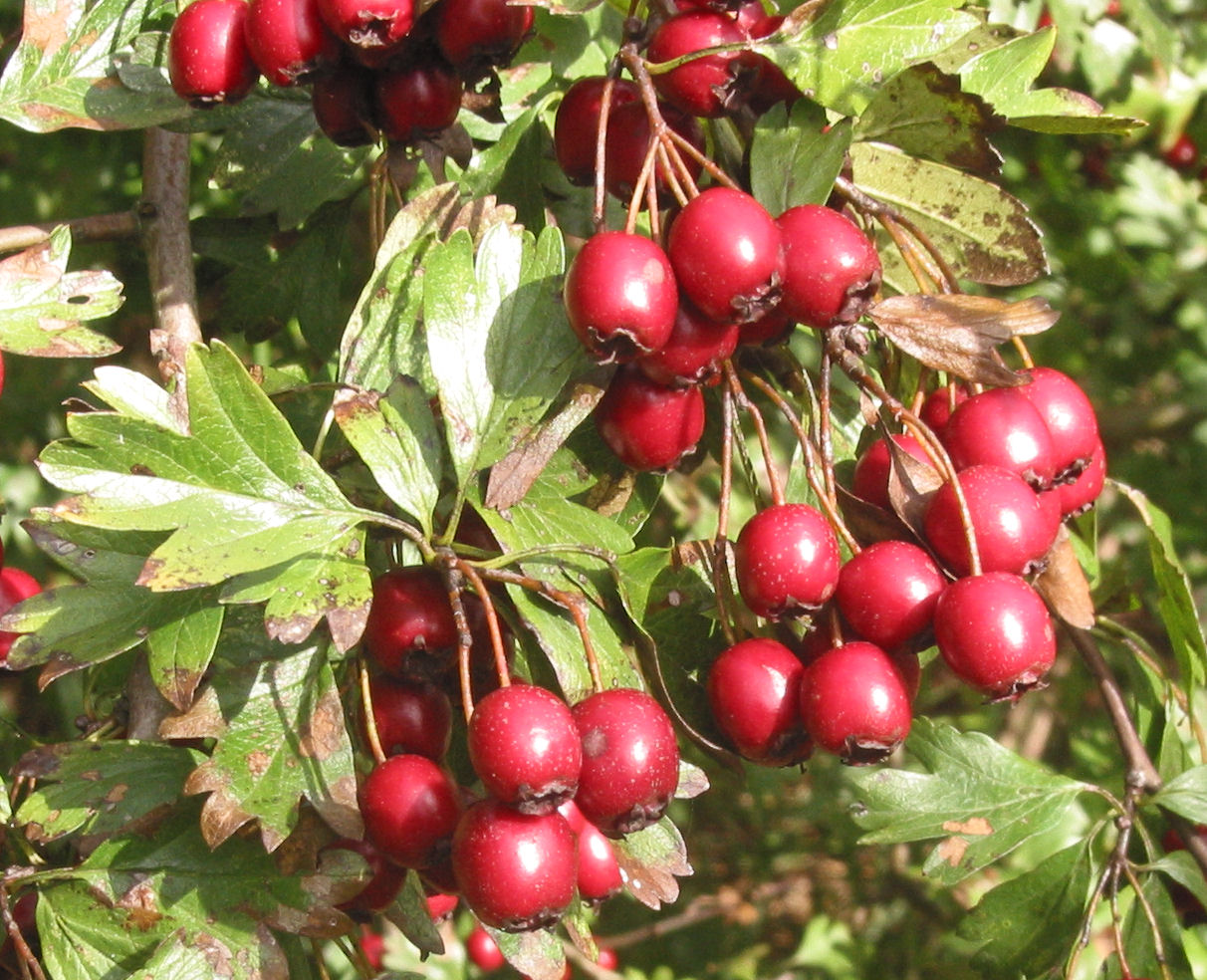
Vruchten
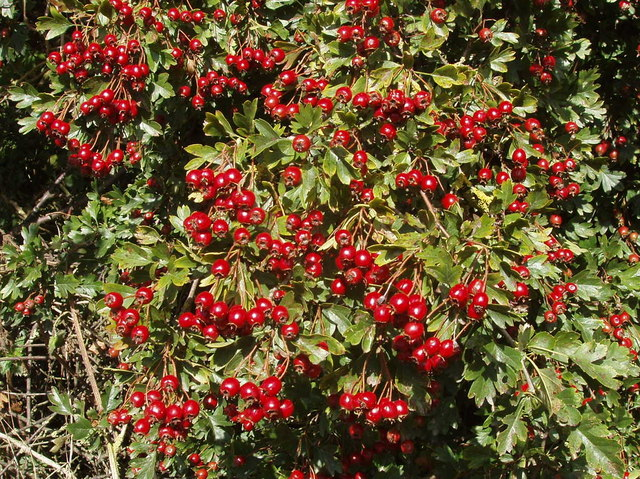
Vruchten aan de struik
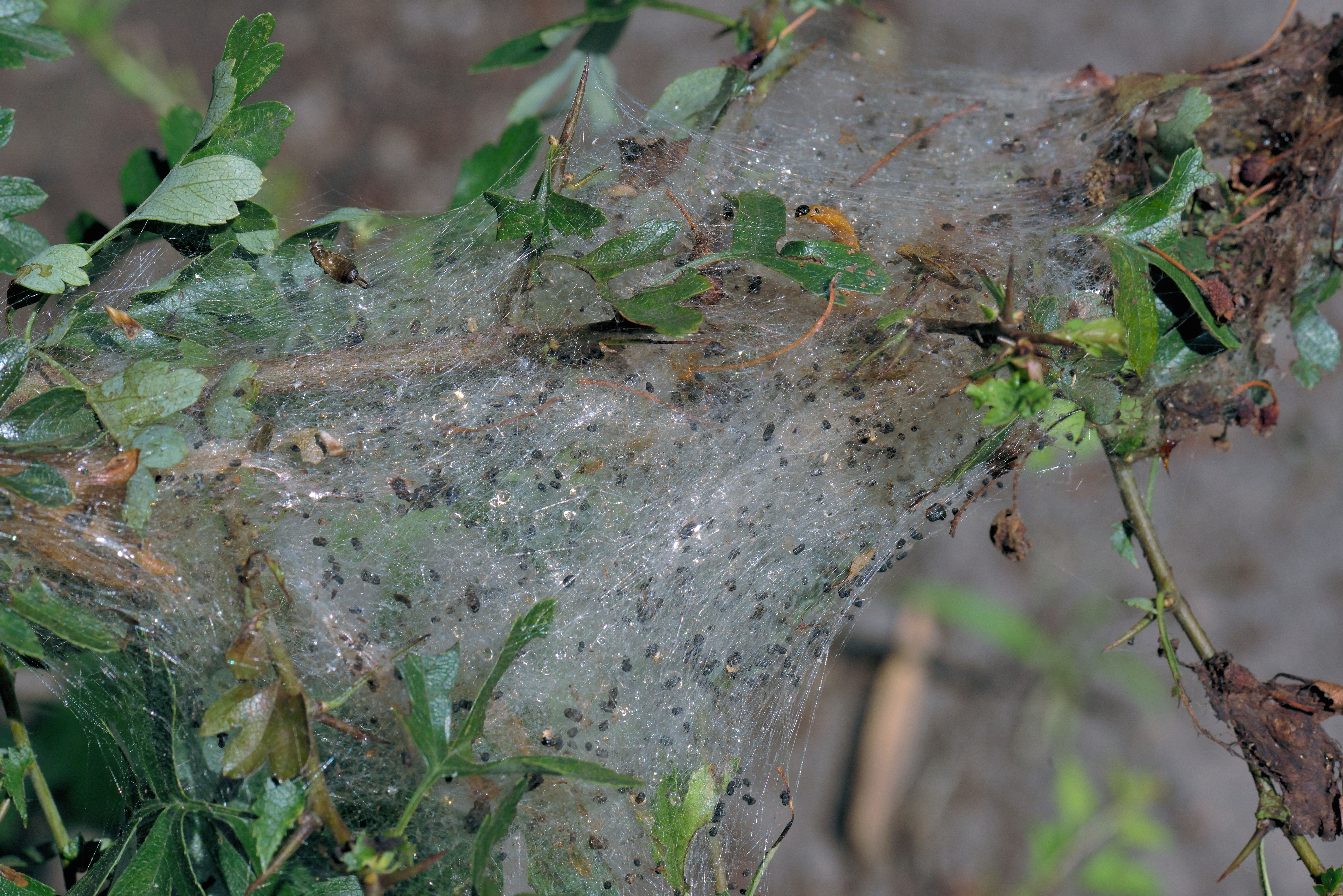
Meidoornstippelmot